# 胡桃の部屋
『胡桃の部屋』（くるみのへや）は、向田邦子原作の小説と、小説を原作としたホームドラマ。小説は、向田が1981年8月、台湾取材中に遠東航空103便墜落事故で不慮の死を遂げる5か月前に発表された。ドラマは過去3度制作されている。

## 小説

### あらすじ
家族の大黒柱である父がリストラに遭い、それがきっかけでの失踪を端にした家族崩壊が進む。しかし、次女である桃子がその父親に代わって家族の再建を図ろうとする。

## テレビドラマ
- 1982年 - NHK総合テレビジョン「ドラマ人間模様」で放送（全4回）。主演・いしだあゆみ。2014年12月12日にはDVD-BOXが発売された[2]。
- 1989年 - TBSテレビ（当時の東京放送）「東芝日曜劇場」で放送。主演・竹下景子。
- 2011年 - NHK総合テレビジョン「ドラマ10」で7月26日-8月30日（全6回）で放送。主演・松下奈緒。また今作品から地上デジタルテレビ放送のみでの放送（解説放送=ステレオ2あり）となる（ただし東日本大震災の救済処置として、岩手県・宮城県・福島県に限りアナログ放送も継続するが、解説放送の有無は不明）。

### 1982年版

#### スタッフ
- 脚本：楠田芳子

### 2011年版
2011年7月26日より「ドラマ10」枠にて「向田邦子ドラマ・胡桃の部屋」の題名で放送。全6回。主演は松下奈緒。

#### キャスト

##### 三田村家
- 三田村 桃子 （29） - 松下奈緒（少女期 横山未空）

三田村家の次女。よつば出版勤務。父親が失踪してから三田村家の家計は火の車で、自身の稼ぎでなんとか支えている。
- 三田村 忠 （56） - 蟹江敬三

桃子の父親。頑固で厳しい。会社をクビになってから家を飛び出し、今は看板持ちのアルバイトで生活費を稼ぎ、節子のアパートに身を寄せる。
- 三田村 綾乃 （54） - 竹下景子

桃子の母親。良妻賢母だったが、忠が失踪してから精神状態がおかしくなり、大量に物を購入したり過食症を患うようになる。
- 三田村 陽子 （25） - 臼田あさ美（幼少期 加藤凛々花）

三田村家の三女。喫茶店でアルバイトしている。智広と交際は順調に進んでいるが家族のことで嘘をついている。
- 三田村 研太郎 （22） - 瀬戸康史

三田村家の長男。大学生。
- 清水（三田村）咲良 （31） - 井川遥（少女期 平祐奈）

三田村家の長女。夫との時間が取れないことに過度のストレスが溜まり、無意識にスーパーで万引きをしてしまった。
- 清水 和夫 （38） - 小林正寛

咲良の夫。忙しく商社で働いている。
- 清水 あいこ - 曽我美月

和夫と咲良の娘。

##### よつば出版
- 山口 リエ （29） - 江口のりこ

編集者。桃子は同期入社。
- 塚本 大輔 （34） - 松尾諭

編集者。桃子に想いを寄せているが伝わらない。
- 大沢 亮司 （50） - 徳井優

編集長。様子がおかしい桃子にいちはやく気づき心配し見守る。

##### その他
- 恩田 節子 （40） - 西田尚美

おでん屋の女将さんをしながら化粧品の訪問販売をしている。
- 都築 実 （36） - 原田泰造

忠の部下。桃子の相談に乗る。
- 都築 貴子 - 粟田麗（第3 - 最終話）

実と暮らせないと家を出ていくが突然戻ってくる。
- 都築 美穂 - 篠川桃音（第3 - 最終話）

実と貴子の娘。
- 桧山 智広 （32） - 黄川田将也

医者。陽子と喫茶店で出会う。
- 桧山 礼子 - 東てる美（第4 - 最終話）

智広の母親。探偵を雇い陽子の素性を調べ上げ、代々続く医者の家柄に相応しくないから別れて欲しいと詰め寄る。
そのことによって陽子が智広に付いていた嘘が明らかになってしまう。
- 福原 あゆみ - 青谷優衣（第2 - 最終話）

料理人。研太郎が食器洗いのバイト中に皿を割り、片付けている時に朗らかに話し掛ける。
- 陽子のバイト仲間 - 森祐佳（第2 - 最終話）

##### ゲスト
第1話
- 警察官 - 田中要次

第2 - 3話
- スーパー店長 - 鈴木正幸

第5話
- 典子 - 山崎真実

和夫の部下。

#### スタッフ
- 脚本：篠崎絵里子
- 演出：渡邊良雄、一木正恵
- 音楽：大友良英
- 制作統括：高橋練
- 制作・著作：NHK

#### 放送日程
| 各回                                                      | 放送日        | サブタイトル | 演出     | 視聴率 |
| --------------------------------------------------------- | ------------- | ------------ | -------- | ------ |
| 第1回                                                     | 2011年7月26日 | 父の失踪     | 渡邊良雄 | 8.6%   |
| 第2回                                                     | 2011年8月02日 | 母の想い     | 渡邊良雄 | 7.6%   |
| 第3回                                                     | 2011年8月09日 | 不器用な愛   | 一木正恵 | 7.6%   |
| 第4回                                                     | 2011年8月16日 | 桃子の恋     | 一木正恵 | 10.2%  |
| 第5回                                                     | 2011年8月23日 | 裏切り       | 渡邊良雄 | 9.5%   |
| 最終回                                                    | 2011年8月30日 | 家族の幸せ   | 渡邊良雄 | 8.9%   |
| 平均視聴率 8.7%（視聴率は関東地区・ビデオリサーチ社調べ） |               |              |          |        |

| NHK ドラマ10                       | NHK ドラマ10                         | NHK ドラマ10                                       |
| 前番組                             | 番組名                               | 次番組                                             |
| ---------------------------------- | ------------------------------------ | -------------------------------------------------- |
| 下流の宴 （2011.5.31 - 2011.7.19） | 胡桃の部屋 （2011.7.26 - 2011.8.30） | ラストマネー -愛の値段- （2011.9.13 - 2011.10.25） |